# Бауман, Зигмунт
Зи́гмунт Ба́уман (пол. Zygmunt Bauman; 19 ноября 1925, Познань, Польша — 9 января 2017, Лидс, Великобритания) — британский социолог, профессор Лидского университета, известный своими исследованиями современного общества. В сферу его научных интересов входили глобализация, антиглобализм/альтерглобализм, модерн и постмодерн, Холокост, бедность, труд, рабочее движение, социальные движения, критика общества потребления.

## Биография
Родился в Польше в еврейской семье. В самом начале Второй мировой войны (1939), спасаясь от оккупировавших Польшу немецких нацистов, семья Бауманов уехала в СССР. Молодой Зигмунт, тогда убеждённый коммунист, ушёл добровольцем в просоветскую 1-ю армию Войска Польского. Принимал участие в сражении при Кольберге (ныне Колобжег) и Берлинской операции, за что в мае 1945 года был награждён Военным крестом за доблесть. Дослужившись до чина капитана, в качестве политического комиссара продолжил под псевдонимом «товарищ Степан» службу во внутренних войсках (KBW) Польской народной республики.
Параллельно со службой Бауман изучал социологию в Варшавской Академии социальных наук — польском аналоге Высшей партийной школы. Поскольку социология как специальность была на время исключена из учебных планов за свою «буржуазность», в дальнейшем он продолжил свою учёбу на философском факультете Варшавского университета. Среди его учителей были ведущие социальные философы Польши Станислав Оссовский и Юлиан Хохфельд.
Хотя в KBW Бауман дошёл до майора, но его достижения были внезапно поставлены под угрозу в 1953 году во время антиеврейских чисток. Его отец, придерживавшийся сионистских взглядов, связался с израильским посольством по поводу возможности эмиграции. Несмотря на то, что Зигмунт был последовательным противником сионизма, он был уволен из госбезопасности, что, впрочем, не помешало ему закончить учёбу в университете. С 1954 по 1968 год он постоянно работает в Варшавском университете.
Во время своего выезда в Лондонскую школу экономики Бауман под научным руководством Роберта Макензи закончил работу над подробным исследованием истории британского социалистического движения, вышедшим отдельной книгой в 1959 году на польском языке (в 1972 году дополненное и переработанное издание было опубликовано на английском). Это была первая книга Баумана; за ней последовали «Социология на каждый день» («Socjologia na co dzień», 1964; впоследствии она стала основой для выпущенного в 1990 году англоязычного труда «Мыслить социологически») и ряд других книг, рассчитанных как на специалистов, так и на широкую аудиторию. В них автор выступает с марксистских позиций, но не в русле официальной идеологии стран восточного блока, а на основании марксизма Антонио Грамши с примесью «философии жизни» в интерпретации Георга Зиммеля. В силу своей близости к критической теории западного марксизма он так и не получил профессорское звание, несмотря на то, что Бауман де-факто исполнял обязанности Юлиана Хохфёльда после назначения последнего заместителем директора парижского Департамента социальных наук ЮНЕСКО в 1962 году.
В условиях усилившегося политического давления в результате антисемитской кампании министра-популиста Мечислава Мочара Бауман отказался от членства в правящей Польской объединённой рабочей партии в январе 1968 года. В конечном итоге, курс Мочара вылился в антисемитскую чистку марта 1968 года, когда большинство критически мыслящих интеллектуалов еврейской национальности были выдворены из страны. Бауман, уволенный из университета, был вынужден отказаться от польского гражданства, чтобы выехать из Польши. Первоначально он эмигрировал в Израиль и некоторое время преподавал в Тель-Авивском университете. С 1971 по 1990 год — профессор социологии в Университете Лидса. Работая в Великобритании, Зигмунт Бауман, уже в качестве мыслителя-постмодерниста, обрёл мировое признание, оказывая значительное влияние на разнообразных авторов от новых левых до либералов. С конца 1990-х он являлся одним из признанных теоретиков альтерглобалистского движения.
В 1948 году Бауман женился на писательнице Янине Бауман (урождённой Левинсон) и имел трёх дочерей: Лидию Бауман (художница), Ирену Бауман (архитектор) и Анну Сфард (профессор математического образования в Хайфском университете).
Премии: Европейская премия Амальфи по социологии и социальным наукам (1990), Премия Теодора Адорно (1998).
21 апреля 2011 года Зигмунт Бауман прочитал лекцию в Москве. При поддержке Фонда поддержки гражданских инициатив Бауман приехал в Россию по приглашению проекта «Публичные лекции „Полит.ру“».

## Основные идеи

### Текучая современность
В центре исследований Зигмунта Баумана — время позднего модерна, современное общество, во многом лишённое веры в «прогресс» и политические обещания. Этот этап, иногда называемый постмодерном, характеризуется большой неопределённостью как в жизни индивида, так и в социальной жизни. Бауман использует метафору «текучая современность» для описания этой эпохи, в которую вступает человечество. Это переход от сложного структурированного мира, который обременён различной сетью социальных обязательств и условий к миру гибкому, текучему, свободному от различных границ и условий. Происходит отмирание некоторых слов, форм, институций. Это состояние непрерывного перемещения, плавления, перетекания. Начало подвижной стадии, при которой идёт построение новой действительности. Человек становится мобильным и не обремененённым длительными обязательствами. Все, что он создаёт, он может и изменить. Один из главных факторов — близость к источникам неопределённости, а также способность ускользать, отдаляться. Такой переход, как утверждает автор, повлёк за собой изменения в человеческой жизни. Бауманом отобраны пять основных понятий, которые характеризуют жизнь людей: «индивидуальность», «освобождение», «время/пространство», «сообщество» и «труд» — и он отслеживает, как меняются их практическое воплощение и значение в жизни современного общества.
В анализе постсовременности Бауман следует нескольким традициям социальной мысли, включая французский структурализм, Франкфуртскую школу критической теории (от Адорно до Хабермаса) и радикальную американскую социологию Чарльза Райта Миллса.

### Свобода
Согласно З. Бауману, свобода в её социальном измерении — не свойство или достояние человека, но социальное отношение, связывающее его с другими людьми, различными социальными институтами и обществом в целом. Социальные науки, рассматривая свободу в качестве естественного и универсального состояния человека, как правило, оказываются сосредоточены на феноменах несвободы и всевозможных ограничениях свободы, однако — свобода — это продукт определённого общественного устройства, социальной организации, социальных практик, установлений и соглашений, и в этом смысле он исторически развивается и подлежит критическому анализу.

### Книги
- Бауман З. Мыслить социологически / Пер. с англ. под ред. А. Ф. Филиппова. — М.: Аспект-пресс, 1996.
- Bauman Z. Work, consumerism and the new poor. — Philadelphia: Open University Press, 1998. — 106 pages. (англ.)
- Бауман З. Индивидуализированное общество / Пер. с англ. под ред. В. Л. Иноземцева; Центр исследований постиндустриального общества, журнал «Свободная мысль». — М.: Логос, 2002.
- Бауман З. Глобализация: Последствия для человека и общества./ Пер. с англ. — М.: Весь мир, 2004. — ISBN 5-7777-0303-8.
- Бауман З. Свобода / Пер. с англ. Г. М. Дашевского, предисл. Ю. А. Левады. — М.: Новое издательство, 2006. — 132 с. — (Библиотека Фонда «Либеральная миссия».) — ISBN 5-98379-051-X.
- Бауман З. О постмодерне
- Бауман З. Текучая современность. — СПб.: Питер, 2008. — 240 с. — ISBN 978-5-469-00034-1
- Бауман З. Актуальность Холокоста. — М.: Европа, 2010. — 316 с.
- Бауман З. Ретротопия./ Пер. с англ. В. Л. Силаевой; под науч. ред. О. А. Оберемко. — М.: ВЦИОМ, 2019. — 160 с. — (Серия «CrossRoads») — ISBN 978-5-906345-19-6.
- Бауман З., Донскис Л. Моральная слепота: Утрата чувствительности в эпоху текучей современности / Пер. с англ. А. И. Самариной. — СПб.: Издательство Ивана Лимбаха, 2019.
- Бауман З., Донскис Л. Текучее зло: Жизнь в мире, где нет альтернатив / Пер. с англ. А. И. Самариной. — СПб.: Издательство Ивана Лимбаха, 2019.

### Статьи и интервью
- Бауман З. Будущее свободы // Индекс: Досье на цензуру. — 2000. — № 9.
- Бауман З. Национальное государство — что дальше (фрагмент)./ Пер. с англ. Григория Дашевского под редакцией Светланы Баньковской // Отечественные записки. — 2002. — № 6. — Третья глава книги Зигмунта Баумана «Глобализация» (Zygmunt Bauman. Globalization. Columbia University Press, 2000).
- Бауман З. Законодатели и толкователи: Культура как идеология интеллектуалов. / Перевод с английского Светланы Силаковой // Неприкосновенный запас. — 2003. — № 1 (27). — Перевод статьи «Legislators and Interpreters: Culture as the Ideology of Intellectuals», in: Bauman Z. Intimations of Postmodernity. London: Routledge, 1992.
- Бауман З. Возвышение и упадок труда. // Социологические исследования. — 2004. — № 5. — С. 77—86.
- Бауман З. Рассказанные жизни и прожитые истории. // Социологические исследования. — 2004. — № 1. — С. 5—14.
- Бауман З. Пять прогнозов и множество оговорок. / Перевод С. Макарцева // Иностранная литература. — 2006. — № 8.
- Бауман З. Город страхов, город надежд. // Логос. — 2008. — № 3.
- Интервью «Газете Выборча» 2006 г..